# Бенуа, Крис
Кристофер Майкл Бенуа (англ. Christopher Michael Benoit; 21 мая 1967, Монреаль, Канада — 24 июня 2007, Фейетвилл, США) — канадский рестлер. За свою 22-летнюю карьеру он работал во многих организациях, включая World Wrestling Federation/World Wrestling Entertainment (WWF/WWE), World Championship Wrestling (WCW), Extreme Championship Wrestling (ECW) и New Japan Pro-Wrestling (NJPW).
На протяжении всей карьеры Бенуа носил прозвища «Канадский костолом» и «Бешеная росомаха», он стал 22-кратным чемпионом в WWF/WWE, WCW, NJPW и ECW. Он был двукратным чемпионом мира, однократным чемпионом мира в тяжёлом весе WCW и однократным чемпионом мира в тяжёлом весе. Бенуа был двенадцатым чемпионом Тройной короны в WWE и седьмым чемпионом Тройной короны в WCW, он был вторым из четырёх человек в истории, завоевавших оба этих титула. Он также стал победителем «Королевской битвы» 2004 года. Бенуа был хедлайнером нескольких PPV-шоу WWE, победный матч за звание чемпиона мира в тяжёлом весе в главном событии WrestleMania XX в марте 2004 года.
22 июня 2007 года Бенуа убил свою жену, 23 июня убил своего семилетнего сына, а 24 июня покончил жизнь самоубийством, повесившись на тренажёрах в подвале своего дома. Последующие исследования, проведённые «Институтом спортивного наследия» (ныне «Фонд последствий сотрясений мозга»), позволили предположить, что депрессия и хроническая травматическая энцефалопатия (состояние повреждения мозга, вызванное многочисленными сотрясениями, которые Бенуа получил во время своей карьеры рестлера), были факторами, способствовавшими трагедии.
Из-за убийств наследие Бенуа в индустрии рестлинга остаётся противоречивым. Бенуа получил всеобщее признание благодаря своим исключительным техническим борцовским способностям, журналист Дэйв Мельтцер считает Бенуа «одним из десяти, а может быть, даже пяти величайших» в истории рестлинга.

## Ранняя жизнь
Бенуа родился в Монреале, Квебек, в семье Майкла и Маргарет Бенуа. Он вырос в Эдмонтоне, Альберта, откуда его объявляли на протяжении большей части его карьеры. У него была сестра, жившая недалеко от Эдмонтона.
Во время своего детства и ранней юности в Эдмонтоне Бенуа боготворил Тома «Динамит Кида» Биллингтона и Брета Харта. В двенадцать лет он посетил местное мероприятие по рестлингу, на котором эти два исполнителя «выделялись над всеми остальными». Бенуа тренировался, чтобы стать рестлером в «подземелье» семьи Харт, получая образование от патриарха семьи Стю Харта.

## Карьера в рестлинге

### Stampede Wrestling (1985—1989)
Бенуа начал свою карьеру в 1985 году в промоушене Stampede Wrestling Стю Харта. С самого начала сходство между Бенуа и Томом Биллингтоном было очевидным, поскольку Бенуа перенял многие из его приёмов, такие как «ныряющий хедбатт» и «снэп-суплекс»; в связи с этим он получил прозвище «Динамит» Крис Бенуа. По словам Бенуа, в своем первом матче он попытался выполнить «ныряющий хедбатт», не научившись правильно приземляться, и сбил себе дыхание; он сказал, что больше никогда не будет выполнять этот приём. Его дебютный матч состоялся 22 ноября 1985 года в Калгари, Альберта, где он в команде с «Замечательным» Риком Паттерсоном выступил против Бутча Моффата и Майка Хаммера. Команда Бенуа выиграла матч после того, как Бенуа удержал Моффата. Первым титулом, который завоевал Бенуа, был титул чемпиона Британского Содружества Stampede в среднем тяжёлом весе 18 марта 1988 года против Гамы Сингха. За время работы в Stampede он выиграл четыре интернациональных командных чемпонства и ещё три титула Британского Содружества, а также имел продолжительную вражду с Джонни Смитом, длившуюся более года, в ходе которой оба рестлера менялись титулами Британского Содружества. В 1989 году Stampede закрыла свои двери, и по рекомендации Плохие новости Брауна Бенуа ушёл в New Japan Pro-Wrestling.

## Личная жизнь
Бенуа свободно говорил на английском и французском языках. Он был женат дважды, и у него было двое детей (Дэвид и Меган) от первой жены Мартины. К 1997 году этот брак распался, и Бенуа жил с Нэнси Салливан, женой букера WCW Кевина Салливана. 25 февраля 2000 года у Криса и Нэнси родился сын Дэниел. 23 ноября 2000 года Крис и Нэнси поженились.

## Убийства и самоубийство

### Преступление
25 июня 2007 года полиция вошла в дом Бенуа в Файетвилле, Джорджия, когда WWE, работодатели Бенуа, попросили провести «проверку его состояния» после того, как Бенуа без предупреждения пропустил мероприятия, что вызвало беспокойство. Полицейские обнаружили тела Бенуа, его жены Нэнси и их 7-летнего сына Дэниела примерно в 14:30. После расследования власти не стали искать других подозреваемых. Было установлено, что Бенуа совершил убийства. В течение трех дней Бенуа убил свою жену и сына, после чего покончил жизнь самоубийством. Его жена была связана перед убийством. Сын Бенуа был под действием ксанакса и, вероятно, потерял сознание, прежде чем Бенуа задушил его. Затем Бенуа совершил самоубийство, повесившись на тренажере для жима лежа.
Убийство Нэнси было подтверждено вскрытием, у неё были обнаружены характерные синяки на шее и запястьях. Окружной прокурор Скотт Баллард также заявил, что она была замотана в полотенце, а её голова была в крови. В то же время, по словам Балларда, других следов борьбы не было обнаружено. Сын пары, Даниэль, судя по всему, умер от асфиксии, когда лежал в кровати, примерно в субботу утром. Рядом с каждым телом была найдена Библия, также она была найдена на спортивном тренажёре.
Приводятся множество попыток объяснить подобный поступок со стороны Бенуа. В их числе: сотрясение мозга, стероиды или несчастливый брак. Убийство вызвало широкий резонанс в СМИ, а также привело к крупному расследованию оборота стероидов в мире рестлинга.

### Возможные мотивы
Адвокат WWE Джерри Макдевитт появился на программе Live with Dan Abrams от 17 июля 2007 года и сообщил, что Бенуа было назначено лечение тестостероном в качестве тестостероно-заменительной терапии, так как Бенуа страдал от повреждения яичек, стандартного осложнения от злоупотребления стероидами.
Бывший рестлер Кристофер Новински заявил, что, возможно, Бенуа страдал от повторяющихся нелеченных сотрясений мозга на протяжении всей своей карьеры рестлера. Частые сотрясения мозга приводят к формированию хронической посттравматической энцефалопатии, для неё характерна неустойчивость психики. По его словам, Бенуа «был одним из тех немногих парней, который мог принять удар стулом в затылок… что глупо». Посмертное исследование мозга Бенуа проводил доктор Джулиан Бейлс, глава департамента нейрохирургии Университета Западной Вирджинии. По его словам, «мозг Бенуа был так сильно повреждён, что напоминал мозг 85-летнего больного болезнью Альцгеймера». Бейлс и его коллеги сделали вывод, что ещё одно сотрясение мозга могло привести к тяжёлой деменции и вытекающим из этого серьёзным поведенческим проблемам. Ввиду этого коллеги Бенуа решили, что возможно именно это и стало причиной трагедии, но пресс-служба WWE отвергла их как «спекулятивные».
Нэнси Бенуа подавала на развод в мае 2003 года, по слухам из-за насилия со стороны своего мужа, но забрала своё заявление уже в августе того же года. В феврале 2007 года Atlanta Journal-Constitution сообщили, что Нэнси, возможно, заподозрила своего мужа в романе с одной из сотрудниц WWE, и это стало причиной большой ссоры. Заявленным источником являлся шериф округа Фэйетт.

### Эпизод с Википедией
Заявление о смерти Нэнси Бенуа было добавлено в статью Криса Бенуа в английской Википедии за 14 часов до того, как полиция обнаружила тела Бенуа и его семьи. После этого сообщение попало в Викиновости и впоследствии на Fox News. Первоначально содержание правки было таково: «Крис Бенуа был заменён на Джонни Найтро в качестве участника матча за чемпионство мира ECW на PPV-шоу Vengeance», и через некоторое время — «по причине личных проблем, в связи со смертью его жены Нэнси». Фраза «в связи со смертью его жены Нэнси» была добавлена в 4:01 утра 25 июня, тогда как полиция округа Файетт, по сообщениям, обнаружила тела семьи Бенуа в 14:30 EDT (10 часов 29 минут спустя). IP-адрес анонима относился к городу Стамфорду, Коннектикут, где располагается штаб-квартира WWE. После того, как новость о раннем сообщении о смерти попала в основные СМИ, анонимный автор зашёл на Викиновости, чтобы объяснить свою правку как «огромное совпадение и ничего более».
Полицией был изъят компьютер у «человека, который ответственен» за правку; эпизод с Википедией был назван «невероятной помехой» для их расследования. Но детективы решили, что этот человек посторонний, и отказались от предъявления обвинений. По словам этого человека, он раскопал некоторые слухи в Интернете, которые подтвердили его теорию о «семейных обстоятельствах», и он решил отредактировать вики-статью о Бенуа. IP-адрес, с которого он сделал эту правку, был предположительно использован для вандализма в записях об Роне Артесте, Стэйси Киблер и городе Нотак в том же штате. С этого же IP отменялись вандальные изменения в статье о Чаво Герреро, который последним из коллег общался с Бенуа.

## Титулы и достижения
- Pro Wrestling Illustrated
  - Рестлер года (2004[30])
  - Вражда года (2004) — против Трипл Эйча и Шона Майклза
  - Матч года (2004) против Шона Майклза и Трипл Эйча (за титул чемпиона мира в тяжёлом весе на WrestleMania XX)
  - № 1 в топ 500 рестлеров в рейтинге PWI 500 в 2004
- World Wrestling Federation/Entertainment
  - Чемпион мира в тяжёлом весе (1 раз)
  - Интерконтинентальный чемпион WWF/WWE (4 раза)
  - Чемпион Соединённых Штатов WWE (3 раза)
  - Командный чемпион мира (3 раза) — с Крисом Джерико (1) и Эджем (2)
  - Командный чемпион WWE — с Куртом Энглом (первые в истории)
  - Победитель «Королевской битвы» 2004 года
  - Двенадцатый чемпион Тройной Короны
- Universal Wrestling Association
  - Чемпион WWF в полутяжёлом весе (1 раз)[31]
- World Championship Wrestling
  - Чемпион мира WCW в тяжёлом весе
  - Чемпион Соединённых Штатов WCW в тяжёлом весе (2 раза)
  - Телевизионный чемпион мира WCW (3 раза)
  - Командный чемпион мира WCW — с Дином Маленко (1 раз) и Перри Сатурном (1 раз)
- Extreme Championship Wrestling
  - Командный чемпион мира ECW — с Дином Маленко
- Wrestling Observer Newsletter
  - Лучший техничный рестлер (1994, 1995, 2000, 2003, 2004)
  - Лучший броулер (2004)
  - Самый любимый рестлер читателей (1997, 2000)
  - Самый выдающийся рестлер (2000, 2004)
  - Самый недооценённый рестлер (1998)
  - Матч года (2002) с Куртом Энглом против Эджа и Рея Мистерио (за титулы командных чемпионов WWE на No Mercy, 20 октября 2002 года)
  - Вражда года (2004) — против Трипл Эйча и Шона Майклза
  - Член Зала славы WON, введён в 2003 году
- New Japan Pro-Wrestling
  - Чемпион IWGP в полутяжёлом весе (1 раз)
  - Super J-Cup (1994)
  - Top/Best of the Super Juniors (1993, 1995)
- Stampede Wrestling
  - 4-кратный Чемпион Британского Содружества в среднем весе
  - 4-кратный Интернациональный командный чемпион — с Беном Бассарабом (1 раз), Китом Хартом (1 раз), Лэнсом Идолом (1 раз) и Биффом Веллингтоном (1 раз)